# High (singel Jamesa Blunta)
High – utwór brytyjskiego wokalisty Jamesa Blunta. Wydany został 18 października 2004 roku przez wytwórnię płytową Atlantic Records jako pierwszy singel z jego debiutanckiego albumu studyjnego, zatytułowanego Back to Bedlam. Twórcą tekstu są James Blunt i Ricky Ross, natomiast Tom Rothrock wraz z Jimmym Hogarthem zajęli się jego produkcją. Do singla nakręcono także dwa teledyski, pierwszy w 2004 roku wyreżyserowany przez Marka Davisa, natomiast drugi autorstwa Sama Browna został opublikowany w 2005 roku. „High” notowany był na 16. pozycji w notowaniu UK Singles Chart.

## Pozycje na listach przebojów
| Kraj              | Lista (2005-06) | Pozycja |
| ----------------- | --------------- | ------- |
| Australia         | Top 50 Singles  | 42      |
| Austria           | Singles Top 75  | 13      |
| Irlandia          | Top 50 Singles  | 18      |
| Niemcy            | Top 100 Singles | 22      |
| Stany Zjednoczone | Hot 100         | 100     |
| Szwajcaria        | Singles Top 75  | 15      |
| Wielka Brytania   | Singles Top 100 | 16      |
| Włochy            | Top 20 Singles  | 3       |